# Атенс (Мичиген)
Атенс (енгл. Athens) град је у америчкој савезној држави Мичиген.

## Демографија
По попису из 2010. године број становника је 1.024, што је 87 (-7,8%) становника мање него 2000. године.
| Група             | 2000.         | 2010.       |
| Белци             | 1.068 (96,1%) | 971 (94,8%) |
| Афроамериканци    | 3 (0,3%)      | 5 (0,5%)    |
| Азијати           | 0 (0,0%)      | 1 (0,1%)    |
| Хиспаноамериканци | 21 (1,9%)     | 14 (1,4%)   |
| Укупно            | 1.111         | 1.024       |